# Wczoraj i dziś
Wczoraj i dziś – kompilacja nagrań polskiego rapera Libera. Wydawnictwo ukazało się 6 marca 2009 roku nakładem wytwórni muzycznej My Music. Jest ona podsumowaniem wszystkich jego dokonań muzycznych. Na płycie można usłyszeć wielu artystów, takich jak Doniu, Owal/Emcedwa, Sylwia Grzeszczak, Mezo, czy zespołów, jak Pneuma i Kombi. Do albumu została dołączona także płyta DVD zawierającą teledyski.

## Lista utworów
Opracowano na podstawie materiału źródłowego.
1. Owal/Emcedwa gościnnie: Ascetoholix – „Jestem tu” (muz. Tabb, sł. Doniu, Kris, Liber, Owal/Emcedwa) – 5:12
2. Ascetoholix – „Plany” (muz. Doniu, sł. Doniu, Kris, Liber) – 3:47
3. Ascetoholix – „Suczki” (muz. DJ Zel, Doniu, sł. Doniu, Liber, Mezo (2), Szad) – 5:00
4. Mezo/Lajner gościnnie: Liber – „Żeby nie było” (muz. Doniu, sł. Liber, Mezo) – 3:49
5. Mezo/Lajner gościnnie: Liber – „Aniele” (muz. Silent, sł. Liber, Mezo) – 3:59
6. Ascetoholix – „Na spidzie” (muz. Doniu, sł. Doniu, Kris, Liber) – 3:01
7. Liber – „Skarby” (muz. DJ Zel, sł. Liber) – 4:02
8. Liber – „Jedna z dróg” (muz. Tabb, sł. Liber) – 4:02
9. Liber – „Gdzie indziej” (muz. WDK, sł. Kwas, Liber, Tomala) – 4:26
10. Liber – „Pomnik” (muz. Reze, sł. Liber) – 3:40
11. Mezo, Tabb gościnnie: Liber – „Mistrzostwo” (muz. Tabb, sł. Liber, Mezo) – 3:51
12. Kombii gościnnie: Liber & Doniu – „Randez-Vous” (muz. Doniu, Waldemar Tkaczyk, sł. Doniu, Liber, Waldemar Tkaczyk) – 3:31
13. Ascetoholix – „Afrodyzjak” (muz. Doniu, sł. Doniu, Kris, Liber) – 3:59
14. Doniu, Liber – „Dzień dobry Polsko” (muz. Doniu, sł. Doniu, Liber) – 3:59
15. Doniu, Liber – „Najszybszy w mieście” (muz. Doniu, sł. Doniu, Liber) – 3:26
16. Rio Boss – „Ju Es Ej” (muz. Kuba Mańkowski, sł. Liber) – 3:29
17. Sylwia Grzeszczak, Liber – „Nowe szanse” (muz. Tabb, sł. Liber) – 3:57
18. Sylwia Grzeszczak, Liber – „Co z nami będzie” (muz. Tabb, sł. Liber) – 3:16
19. Sylwia Grzeszczak, Liber – „Mijamy się” (muz. Tabb, sł. Liber) – 4:00
20. Pneuma gościnnie: Liber – „Towar” (muz. Kuba Mańkowski, sł. Liber) – 3:47